# Kreis Sessa
Der Kreis Sessa bildet zusammen mit den Kreisen Agno, Breno, Capriasca, Ceresio, Lugano Nord, Lugano Ost, Lugano West, Magliasina, Paradiso, Taverne und Vezia den Bezirk Lugano des Schweizer Kantons Tessin. Der Sitz des Kreisamtes ist in Sessa.

## Gemeinden
Der Kreis setzt sich aus folgender Gemeinde zusammen:
| Wappen | Name der Gemeinde | Einwohner (31. Dezember 2023) | Fläche in km² | BFS-Nr |
| ------ | ----------------- | ----------------------------- | ------------- | ------ |
| Tresa  | Tresa             | 3129                          | 11,04         | 5239   |